# Лимско-Санджакский четницкий отряд
Лимско-Санджакский четницкий отряд (сербохорв. Лимско—Санџачки Четнички Одред / Limsko-Sanđački četnicki odred) — отряд Югославских войск на родине, образованный в северной Черногории и в Санджаке в конце июня 1942 года во время Народно-освободительной войны Югославии. Командиром отряда с августа 1942 года был Павле Джуришич. Лимско-Санджакский отряд считался одним из лучших подразделений Югославских войск на родине, подчинявшихся генералу Драже Михаиловичу.

## Образование и структура
Отряд был образован Павле Джуришичем на основе соглашения, заключённого представителем четников Джордже Лашичем и генералом королевской армии Италии Алессандро Пирцио Биоли 24 июля 1942 года после двухмесячных переговоров. По соглашению отряд мог действовать легально с разрешения итальянских оккупационных войск, однако куда большее значение придавалось многочисленным отрядам югославских четников, которые не признавались итальянцами официально и считались только «национальной крестьянской милицией». Лимско-Санджакский четницкий отряд являлся мобильной боевой единицей, состоявшей из четырёх батальонов на каждый город и окрестности: Биело-Поле, Беране, Андриевица и Колашин. Отряд насчитывал не более 1500 человек, которые получали зарплату, продовольствие, униформу и оружие от итальянцев.

## Расширение
12 июля 1942 года в штабе четников в местечке Зимонича-Кула офицеры обсудили зоны ответственности отрядов четников и разделили Черногорию на западный и восточный сектора. Байо Станишич был назначен ответственным за западный сектор, Павле Джуришич — за восточный сектор, который соответствовал территориям, контролируемым его отрядом. Через месяц в зону ответственности Джуришича вошли города Приеполе, Прибой, Нова-Варош и Сеница. После этого Лимско-Санджакский четницкий отряд был разделён на четыре корпуса:
- Комский корпус
- Лимский корпус
- Дурмиторский корпус
- Милешевский корпус

Планировалось включить Дечанский корпус из трёх бригад (Печской, Истокской и Дреницкой), однако этот план не был реализован. По документам Югославских войск на родине отряд насчитывал 200 офицеров и 15349 солдат, на их вооружении было 13116 винтовок, 51 пистолет-пулемёт и ручной пулемёт, 15 станковых пулемётов и 5 миномётов. Итальянцы разрешили Джуришичу также вербовать людей в жандармерию сектора, которая в основном занималась арестом всех людей, сочувствовавших коммунистическим партизанам.

## Участие в сражениях
Отряд участвовал в так называемом «Третьем антипартизанском наступлении» сил вермахта и его сателлитов на позиции партизан, известном как операция «Трио». В середине мая 1943 года перед началом операции «Шварц» сразу 2 тысячи бойцов отряда во главе с Джуришичем были арестованы немцами, и командование отрядом принял Воислав Лукачевич.